# Le tre verità/Supermarket
Le tre verità/Supermarket è il 12º singolo di Lucio Battisti, pubblicato il 27 ottobre 1971 dalla casa discografica Dischi Ricordi.

## Descrizione
Il giro di chitarra iniziale è di fatto il Preludio e fuga, BWV 846 di Bach, ancora più evidente nella versione di Loredana Bertè, Mario Lavezzi e Fausto Leali.
Pubblicato dopo il passaggio di Battisti alla Numero Uno, il singolo si trova a uscire quasi in contemporanea con La canzone del sole/Anche per te. Lo straordinario successo di vendite di quest'ultimo limita l'esito commerciale di Le tre verità, che si ferma alla posizione n. 9 nelle classifiche settimanali.
Nel singolo sono contenuti i brani Le tre verità e Supermarket, brano già pubblicato nell'album Amore e non amore.

### Copertina
La copertina del disco è costituita da tre fotografie di Battisti affiancate orizzontalmente. Da sinistra a destra troviamo:
1. La foto già apparsa in copertina al singolo Luisa Rossi/Era del 1967, qui resa speculare all'originale;
2. Una fotografia scattata durante le sessioni fotografiche per la copertina del singolo Fiori rosa fiori di pesco/Il tempo di morire, del 1970;
3. Un'immagine inedita, scattata nell'estate del 1970.

## Accoglienza
Il singolo è stato il 64º più venduto del 1971 in Italia.

## Tracce
Entrambi i brani sono di Battisti-Mogol.
Lato A
1. Le tre verità – 4:55

Lato B
1. Supermarket – 4:51